# The Essential Iron Maiden
The Essential Iron Maiden (2005) is een verzamelalbum van de Britse heavymetalband Iron Maiden uitgebracht op 5 juli 2005. Dit album is alleen uitgebracht in Noord-Amerika, in Europa verscheen een vernieuwde Edward the Great.

## Tracklisting

### CD 1
- "Paschendale" (Harris, Smith) – 8:26
- "Rainmaker" (Dickinson, Harris, Murray) – 3:48
- "The Wicker Man" (Dickinson, Harris, Smith) – 4:35
- "Brave New World" (Dickinson, Harris, Murray) – 6:18
- "Futureal" (Bayley, Harris) – 2:56
- "The Clansman" (Harris) – 8:59
- "Sign of the Cross" (Harris) – 11:16
- "Man on the Edge" (Bayley, Gers) – 4:11
- "Be Quick or Be Dead" (Dickinson, Gers) – 3:23
- "Fear of the Dark" (live) (Harris) – 7:52
- "Holy Smoke" (Dickinson, Harris) – 3:47
- "Bring Your Daughter...To the Slaughter" (Dickinson) – 4:43
- "The Clairvoyant" (Harris) – 4:26

### CD 2
- "The Evil That Men Do" (Dickinson, Harris, Smith) – 4:34
- "Wasted Years" (Smith) – 5:06
- "Heaven Can Wait" (Harris) – 7:20
- "2 Minutes to Midnight" (Dickinson, Smith) – 6:00
- "Aces High" (Harris) – 4:29
- "Flight of Icarus" (Dickinson, Smith) – 3:51
- "The Trooper" (Harris) – 4:12
- "The Number of the Beast" (Harris) – 4:52
- "Run to the Hills" (Harris) – 3:54
- "Wrathchild" (Harris) – 2:55
- "Killers" (Di'Anno, Harris) – 5:01
- "Phantom of the Opera" (Harris) – 7:06
- "Running Free" (live) (Di'Anno, Harris) – 8:43
- "Iron Maiden" (live) (Harris) – 4:49